# Finanzdelegation der Bundesversammlung
Die Finanzdelegation der Bundesversammlung (FinDel) überprüft und überwacht den eidgenössischen Bundeshaushalt (Art. 51 Abs. 2 ParlG). Sie ist eine ständige Delegation der beiden Finanzkommissionen der Bundesversammlung und besteht aus je drei Mitgliedern der Finanzkommission von National- und Ständerat.

## Kompetenzen
Die Finanzdelegation übt im Auftrag der Eidgenössischen Räte die Oberaufsicht über den Finanzhaushalt des Bundes aus (Art. 26 Abs. 2 ParlG). Insbesondere obliegt ihr die nähere Prüfung und Überwachung des gesamten Finanzhaushalts im Bereich von Art. 8 des Finanzkontrollgesetzes (Art. 51 Abs. 2 ParlG). Ihr obliegt zudem die Observation der finanziellen Aspekte des Staatsschutzes und der Nachrichtendienste. Sofern zeitliche Dringlichkeit besteht, kann die Finanzdelegation dem Bundesrat auch die Zustimmung für Zusatz- und Nachtragskredite sowie für Kreditüberschreitungen erteilen. Dies ist nur notwendig, wenn der Betrag 5 Millionen übersteigt – ansonsten kann der Bundesrat die Bewilligung des Kredits direkt bei der Bundesversammlung beantragen (Art. 28 und Art. 34 FHG). Abgesehen davon vertritt die Finanzdelegation die Entwürfe für Voranschläge und Rechnungen der Eidgenössischen Finanzkontrolle (EFK) vor der Bundesversammlung (Art. 142 Abs. 3 ParlG), nimmt auch die Revisionsberichte der EFK ab und verfasst Mitberichte zu Botschaften des Bundesrates an die Finanzkommissionen oder andere Kommissionen (Art. 1 Abs. 2 Satz 2 und Art. 14 Abs. 3 FKG).